# Strandklo
Strandklo (Lycopus europaeus) är en flerårig ört tillhörande familjen kransblommiga växter.

## Beskrivning
Strandklo blir 15 till 80 centimeter hög, stjälken är upprätt, täcks av korta hår och har motsatta blad. Arten växer normalt på våt och näringsrik mark, ofta nära stränder samt vid diken. Den blommar mellan juni och september. Blommorna är vita (ofta med små rödrosa prickar) och de sitter i kransar tätt intill stjälken. Blommans krona är cirka 4 millimeter lång samt tvåläppig med fyra flikar. Varje blomma har två ståndare. Bladen är parflikiga lansettformade och 3 till 8 centimeter långa.

## Utbredning
I Norden utbreder sig arten i hela Danmark, i Sverige från Skåne upp till Uppland och i Finland något längre norrut. Den förekommer även fläckvis längre ut, framför allt i kustområden.